# Заклади вищої освіти Дніпра
Заклади вищої освіти І-го й ІІ-го рівня у місті Дніпро.

## За даними Міністерства освіти та науки України (2021 р.)
| № з/п | Назва повна | Назва скорочена                                                        | Вид закладу                  | Тип закладу                         | Власність  | Рівень акредитації | Студентів | Викладачів | Кандидатів наук | Професорів і докторів наук | Рік заснування | Адреса                                           | Сайт                       | Керівник (2021 р.)                                |
| ----- | --- | ---------------------------------------------------------------------- | ---------------------------- | ----------------------------------- | ---------- | ------------------ | --------- | ---------- | --------------- | -------------------------- | -------------- | ------------------------------------------------ | -------------------------- | ------------------------------------------------- |
| 1     | Національна металургійна академія України | НМетАУ                                                                 | Заклад вищої освіти          | Академія                            | Державна   | IV                 | 5726      | 451        | 246             | 61                         | 1899           | просп. Науки, 4                                  | http://www.nmetau.edu.ua   | Величко Олександр Григорович                      |
| 2     | Національний технічний університет "Дніпровська політехніка" | НТУ "ДП"                                                               | Заклад вищої освіти          | Університет                         | Державна   | IV                 | 10000     | 639        | 317             | 104                        | 1899           | просп. Дмитра Яворницького, 19                   | http://www.nmu.org.ua      | Азюковський Олександр Олександрович               |
| 3     | Державний вищий навчальний заклад "Дніпровський коледж залізничного транспорту та транспортної інфраструктури"                                                                         | ДВНЗ «ДКЗТТІ»                                                          | Заклад вищої освіти          | Коледж                              | Державна   |                    |           |            |                 |                            | 1902           | просп. Пушкіна, 77-а                             | www.dkztti.dp.ua           | Павленко Ігор Петрович                            |
| 4     | Дніпровський державний медичний університет | ДДМУ                                                                   | Заклад вищої освіти          | Університет                         | Державна   | IV                 | 4394      | 748        | 403             | 121                        | 1916           | вул. Володимира Вернадського, 9                  | www.dsma.dp.ua             | Перцева Тетяна Олексіївна                         |
| 5     | Дніпровський національний університет імені Олеся Гончара | ДНУ                                                                    | Заклад вищої освіти          | Університет                         | Державна   | IV                 | 10000     | 879        | 540             | 170                        | 1918           | просп. Науки, 72                                 | www.dnu.dp.ua              | Оковитий Сергій Іванович                          |
| 6     | Коледж електрифікації Дніпровського державного аграрно-економічного університету | КЕ ДДАЕУ                                                               | Заклад вищої освіти          | Коледж                              | Державна   |                    |           |            |                 |                            | 1921           | просп. Науки, 95                                 | keddau.dp.ua               | Цоколенко Микола Петрович                         |
| 7     | Дніпровський державний аграрно-економічний університет | ДДАЕУ                                                                  | Заклад вищої освіти          | Університет                         | Державна   | IV                 | 4372      | 383        | 229             | 50                         | 1922           | вул. Сергія Єфремова, 25                         | http://www.dsau.dp.ua      | Кобець Анатолій Степанович                        |
| 8     | Державний вищий навчальний заклад "Придніпровська державна академія будівництва та архітектури"                                                                                        | ДВНЗ ПДАБА                                                             | Заклад вищої освіти          | Академія                            | Державна   | IV                 | 8500      | 660        | 265             | 78                         | 1930           | вул. Чернишевського, 24-а                        | www.pgasa.dp.ua            | Савицький Микола Васильович                       |
| 9     | Державний вищий навчальний заклад "Український державний хіміко-технологічний університет"                                                                                             | ДВНЗ УДХТУ                                                             | Заклад вищої освіти          | Університет                         | Державна   | IV                 | 3640      | 365        | 203             | 55                         | 1930           | просп. Науки, 8                                  | https://udhtu.edu.ua/      | Сухий[недоступне посилання] Костянтин Михайлович  |
| 10    | Дніпровський національний університет залізничного транспорту імені академіка В. Лазаряна                                                                                              | ДНУЗТ                                                                  | Заклад вищої освіти          | Університет                         | Державна   | IV                 | 10000     | 650        | 300             | 94                         | 1930           | вул. Лазаряна, 2                                 | www.diit.edu.ua            | Боднар Борис Євгенович                            |
| 11    | Дніпровський політехнічний коледж | ДПК                                                                    | Заклад вищої освіти          | Коледж                              | Державна   |                    |           |            |                 |                            | 1930           | просп. Івана Мазепи, 38                          |                            | Касьян Станіслав Станіславович                    |
| 12    | Дніпровський технікум зварювання та електроніки імені Є.О. Патона | ДТЗЕ імені Є.О. Патона                                                 | Заклад вищої освіти          | Технікум                            | Державна   |                    |           |            |                 |                            | 1932           | вул. Володимира Моссаковського, 2А               | http://dtse.dp.ua/         | Левчук[недоступне посилання] Леонід Олександрович |
| 13    | Дніпровський індустріальний коледж | ДІК                                                                    | Заклад вищої освіти          | Коледж                              | Державна   |                    |           |            |                 |                            | 1936           | просп. Сергія Нігояна, 55                        | www.inc.dp.ua              | Лагун Віктор Михайлович                           |
| 14    | КОМУНАЛЬНИЙ ЗАКЛАД ВИЩОЇ ОСВІТИ "ДНІПРОВСЬКА АКАДЕМІЯ НЕПЕРЕРВНОЇ ОСВІТИ" ДНІПРОПЕТРОВСЬКОЇ ОБЛАСНОЇ РАДИ"                                                                             | КЗВО "ДАНО" ДОР"                                                       | Заклад вищої освіти          | Академія                            | Комунальна |                    |           |            |                 |                            | 1944           | вул. Володимира Антоновича, 70                   | www.dano.dp.ua             | Сиченко Віктор Володимирович                      |
| 15    | Дніпровський державний коледж будівельно-монтажних технологій та архітектури | ДДКБМТА                                                                | Заклад вищої освіти          | Коледж                              | Державна   |                    |           |            |                 |                            | 1945           | вул. Столярова, 8                                | dnmont.dp.ua               | Ватагіна Вероніка Василівна                       |
| 16    | Дніпровський державний технікум енергетичних та інформаційних технологій | ДДТЕІТ                                                                 | Заклад вищої освіти          | Технікум                            | Державна   |                    |           |            |                 |                            | 1956           | вул. Космонавта Волкова, 6 Б                     | ddteit.dp.ua               | Федько Анжеліка Володимирівна                     |
| 17    | Дніпровський державний коледж технологій та дизайну | ДДКТД                                                                  | Заклад вищої освіти          | Коледж                              | Державна   |                    |           |            |                 |                            | 1958           | пров. Ушинського, 3                              | http://www.dktd.dp.ua/     | Кожушкіна[недоступне посилання] Тетяна Львівна    |
| 18    | Дніпровський індустріально-педагогічний технікум | ДІПТ                                                                   | Заклад вищої освіти          | Технікум                            | Державна   |                    |           |            |                 |                            | 1961           | вул. Володимира Івасюка, 51                      | www.dipt.dp.ua             | Петков Валерій Захарович                          |
| 19    | Комунальний заклад "Дніпропетровський фаховий мистецько-художній коледж культури" Дніпропетровської обласної ради"                                                                     | КЗ "ДФМХКК" ДОР"                                                       | Заклад вищої освіти          | Коледж                              | Комунальна |                    |           |            |                 |                            | 1961           | просп. Дмитра Яворницького, 47                   | www.duk.dp.ua              | Рудкевич Інна Володимирівна                       |
| 20    | Дніпровський технолого-економічний фаховий коледж | ДТЕФК                                                                  | Заклад вищої освіти          | Коледж                              | Державна   |                    |           |            |                 |                            | 1962           | вул. Авіаційна, 33                               | www.dtek.dp.ua             | Карпов Віктор Намінович                           |
| 21    | Коледж радіоелектроніки | КРЕ                                                                    | Заклад вищої освіти          | Коледж                              | Державна   |                    |           |            |                 |                            | 1962           | вул. Шмідта, 18                                  | www.drpbk.dp.ua            | Тіхонов Василь Андрійович                         |
| 22    | Дніпропетровський державний університет внутрішніх справ | ДДУВС                                                                  | Заклад вищої освіти          | Університет                         | Державна   | IV                 | 2603      | 316        | 183             | 54                         | 1966           | просп. Науки, 26                                 | dduvs.in.ua                | Фоменко Андрій Євгенович                          |
| 23    | Придніпровська державна академія фізичної культури і спорту | ПДАФКіС                                                                | Заклад вищої освіти          | Академія                            | Державна   | IV                 | 880       | 114        | 65              | 13                         | 1980           | вул. Набережна Перемоги, 10                      | infiz.dp.ua                | Савченко Віктор Григорович                        |
| 24    | Університет митної справи та фінансів | УМСФ                                                                   | Заклад вищої освіти          | Університет                         | Державна   | IV                 | 4993      | 243        | 155             | 55                         | 1991           | вул. Володимира Вернадського, 2/4                | umsf.dp.ua                 | Бочаров Дмитро Олександрович                      |
| 25    | Вищий навчальний заклад "Університет імені Альфреда Нобеля" | ВНЗ "Університет імені Альфреда Нобеля"                                | Заклад вищої освіти          | Університет                         | Приватна   | IV                 | 4516      | 162        | 72              | 24                         | 1993           | вул. Січеславська Набережна, 18                  | www.duan.edu.ua            | Холод Борис Іванович                              |
| 26    | Товариство з обмеженою відповідальністю "Дніпровський медичний інститут традиційної і нетрадиційної медицини"                                                                          | ТОВ "ДМІ ТНМ"                                                          | Заклад вищої освіти          | Інститут                            | Приватна   | ІІІ                |           | 109        | 63              | 21                         | 1993           | вул. Дзяка Георгія академіка (Соборний район), 3 | http://medinstitut.dp.ua   | Абрамов Сергій Вікторович                         |
| 27    | Дніпропетровський регіональний інститут державного управління Національної академії державного управління при Президентові України                                                     | ДРІДУ НАДУ                                                             | Заклад вищої освіти          | Інститут                            | Державна   | IV                 | 1003      | 68         | 41              | 21                         | 1994           | вул. Гоголя, 29                                  | http://dridu.dp.ua         | Серьогін Сергій Михайлович                        |
| 28    | Приватна установа "Заклад вищої освіти "Міжнародний гуманітарно-педагогічний інститут "Бейт-Хана"                                                                                      | ПУ ЗВО МГПІ "Бейт- Хана"                                               | Заклад вищої освіти          | Інститут                            | Приватна   | ІІІ                | 150       | 25         | 6               | 4                          | 1995           | пл. Успенська, 5-Д                               | www.bethana.org.ua         | Аронова Ріма Семенівна                            |
| 29    | Відокремлений структурний підрозділ закладу вищої освіти "Відкритий міжнародний університет розвитку людини "Україна" Дніпровський фаховий коледж                                      | Дніпровський фаховий коледж Університету "Україна"                     | Заклад вищої освіти          | Відокремлений підрозділ             | Приватна   | IV                 |           |            |                 |                            | 1999           | вул. Космонавта Волкова, 6 А                     | http://dn.uu.edu.ua        | Шепель Надія Олександрівна                        |
| 30    | Дніпровський інститут Приватного акціонерного товариства "Вищий навчальний заклад "Міжрегіональна Академія управління персоналом"                                                      | ДІ ПрАТ «ВНЗ «МАУП»                                                    | Заклад вищої освіти          | Інститут                            | Приватна   | IV                 | 12000     |            |                 |                            | 2000           | вул. Надії Алексєєнко, 21                        | www.maup.dp.ua             | Кривонос Анатоліій Олексійович                    |
| 31    | Відокремлений підрозділ "Дніпровський факультет Київського національного університету культури і мистецтв"                                                                             | Дніпровський факультет КНУКіМ                                          | Заклад вищої освіти          | Відокремлений підрозділ             | Державна   |                    |           |            |                 |                            | 2000           | вул. Михайла Грушевського, 9                     | knukim.edu.ua              | Тимошенко Олена Володимирівна                     |
| 32    | Відокремлений підрозділ "Дніпровський факультет менеджменту і бізнесу Київського університету культури"                                                                                | Дніпровський факультет М і Б КУК                                       | Заклад вищої освіти          | Відокремлений підрозділ             | Приватна   | IV                 | 1304      | 56         | 36              | 8                          | 2000           | вул. Михайла Грушевського, 9                     | https://kuk-university.com | Сефіханова Катерина Анатоліївна                   |
| 33    | Державна установа "Інститут гастроентерології Національної академії медичних наук України"                                                                                             | ДУ "ІГ НАМНУ"                                                          | Заклад вищої освіти          | Інститут                            | Державна   |                    |           |            |                 |                            | 2000           | просп. Слобожанський, 96                         |                            | Степанов Юрій Миронович                           |
| 34    | Державна установа Інститут зернових культур Національної академії аграрних наук України                                                                                                | ДУ ІЗК НААН                                                            | Наукові інститути (установи) | Інша наукова установа (організація) | Державна   |                    |           |            |                 |                            | 2000           | вул. Володимира Вернадського, 14                 | www.institut-zerna.com     | Черчель Владислав Юрійович                        |
| 35    | Інститут технічної механіки Національної академії наук України і Державного космічного агентства України                                                                               | ІТМ НАНУ І ДКАУ                                                        | Наукові інститути (установи) | Інша наукова установа (організація) | Державна   |                    |           |            |                 |                            | 2000           | вул. Лешко-Попеля, 15                            |                            | Пилипенко Олег Вікторович                         |
| 36    | Технологічний коледж Дніпровського державного аграрно-економічного університету | ТК ДДАЕУ                                                               | Заклад вищої освіти          | Коледж                              | Державна   |                    |           |            |                 |                            | 2000           | просп. Дмитра Яворницького, 76                   |                            | Авраменко Олександр Іванович                      |
| 37    | Вищий навчальний приватний заклад "Дніпровський гуманітарний університет" | ВНПЗ "ДГУ"                                                             | Заклад вищої освіти          | Університет                         | Приватна   | ІІІ                | 1500      | 70         | 33              | 16                         | 2003           | вул. Єрмолової, 35                               | www.dgu.com.ua             | Кириченко Олег Вікторович                         |
| 38    | Комунальний вищий навчальний заклад "Дніпропетровська академія музики ім. М. Глінки"Дніпропетровської обласної ради"                                                                   | Дніпропетровська академія музики ім. М. Глінки                         | Заклад вищої освіти          | Академія                            | Комунальна | ІІІ                | 500       | 200        |                 |                            | 2006           | вул. Ливарна, 10                                 | www.dk.dp.ua               | Новіков Юрій Михайлович                           |
| 39    | Гуманітарний фаховий коледж Приватної установи "Заклад вищої освіти "Міжнародний гуманітарно-педагогічний інститут "Бейт-Хана"                                                         | ГФК ПУ "ЗВО "МГПІ "Бейт- Хана"                                         | Заклад вищої освіти          | Коледж                              | Приватна   |                    |           |            |                 |                            | 2011           | вул. Донецьке шосе, 11                           | www.bethana.org.ua         | Мухіна Марина Віталіївна                          |
| 40    | Відокремлений структурний підрозділ "Фаховий музичний коледж" комунального вищого навчального закладу "Дніпропетровська академія музики ім. М.Глінки" Дніпропетровської обласної ради" | Фаховий музичний коледж Дніпропетровської академії музики ім. М.Глінки | Заклад вищої освіти          | Коледж                              | Комунальна |                    |           |            |                 |                            | 2015           | вул. Ливарна, 10                                 | www.dk.dp.ua               | Новіков Юрій Михайлович                           |
| 41    | Приватний заклад вищої освіти "ДНІПРОВСЬКИЙ ТЕХНОЛОГІЧНИЙ УНІВЕРСИТЕТ "ШАГ"" | ДНІПРОВСЬКИЙ ТЕХНОЛОГІЧНИЙ УНІВЕРСИТЕТ "ШАГ"                           | Заклад вищої освіти          | Академія                            | Приватна   | IV                 | 880       | 30         | 18              | 8                          | 2018           | просп. Дмитра Яворницького, 101                  | http://dtu.edu.ua          | Шаптала Максим Валентинович                       |
| 42    | Приватний заклад вищої освіти "Дніпровський інститут медицини та громадського здоров'я"                                                                                                | ПЗВО "ДІМЗ"                                                            | Заклад вищої освіти          | Інститут                            | Приватна   | IV                 |           |            |                 |                            | 2018           | вул. Юліуша Словацького, 14                      | www.dimh.kmu.edu.ua        | Лещева Тетяна Володимирівна                       |

## По районам міста

### Соборний район

#### Каміння
- Комунальний вищий навчальний заклад "Дніпровська академія музики ім. М. Глінки" Дніпропетровської обласної ради" (КВНЗ "Дніпровська академія музики ім. М. Глінки" ДОР"), комунальний заклад, 49044: Ливарна 10
- Відокремлений структурний підрозділ «Музичний коледж» комунального вищого навчального закладу «Дніпровська академія музики ім. М. Глінки» Дніпропетровської обласної ради", комунальний заклад, 49044: Ливарна 10

#### Гора (Нагірка)
- Державний вищий навчальний заклад «Дніпровська політехника» (Державний ВНЗ «ДП»), державний заклад проспект Яворницького, 19
- Комунальний заклад «Дніпропетровський коледж культури і мистецтв» Дніпропетровської обласної ради (КЗ «ДККіМ» ДОР), комунальний заклад, проспект Яворницького, 47
- Державний заклад «Дніпровський державний медичний університет» (ДЗ «ДДМУ»), державний заклад, вулиця Вернадського, 9
- Державна установа Інститут зернових культур Національної академії аграрних наук України (ДУ ІЗК НААН), державний заклад, вулиця Вернадського, 14
- Дніпровський державний аграрно-економічний університет (ДДАЕУ), державний заклад, вулиця Сергія Єфремова, 25
- Дніпровський технікум зварювання та електроніки імені Є. О. Патона (ДТЗЕ імені Є. О. Патона), державний заклад
- Дніпровський регіональний інститут державного управління Національної академії державного управління при Президентові України (ДРІДУ НАДУ), державний заклад, 49044, вулиця Гоголя, 29
- Державний вищий навчальний заклад «Придніпровська державна академія будівництва та архітектури» (ДВНЗ ПДАБА), державний заклад, вулиця Чернишевського, 24-а
- Національна металургійна академія України (НМетАУ), державний заклад, проспект Науки, 4
- Державний вищий навчальний заклад «Український державний хіміко-технологічний університет» (ДВНЗ УДХТУ), державний заклад, 49005: проспект Науки, 8

#### Табірка (Лагерка)
- Товариство з обмеженою відповідальністю «Дніпровський медичний інститут традиційної і нетрадиційної медицини» (ТОВ «ДМІ ТНМ»), державний заклад, Севастопольська вулиця, 17 корпус 4
- Дніпропетровський державний університет внутрішніх справ (ДДУВС), державний заклад, 49005: проспект Науки, 26
- Інститут технічної механіки Національної академії наук України і Державного космічного агентства України (ІТМ НАН України І ДКАУ, державний заклад, 49005, вулиця Лешко-Попеля, 15
- Дніпровський національний університет залізничного транспорту імені академіка В. Лазаряна (ДНУЗТ) 49010, вулиця Лазаряна, 2
- Кафедра військової підготовки спеціалістів державної спеціальної служби транспорту Дніпропетровського національного університету залізничного транспорту імені академіка В. Лазаряна, державний заклад, 49010, вулиця Лазаряна, 2
- Дніпровський національний університет імені Олеся Гончара (ДНУ), державний заклад, 49010, проспект Науки, 72
- Коледж електрифікації Дніпровського державного аграрно-економічного університету (КЕДДАЕУ), комунальний заклад, проспект Науки, 95

#### Мандриківка
- Придніпровська державний академія фізичної культури і спорту (ПДАФКіС), державний заклад, Набережна Перемоги, 10

#### Лоцкам'янка
- Державний навчальний заклад «Дніпровський транспортно-економічний коледж» (ДНЗ «ДТрЕК»), державний заклад, вулиця Трудових резервів, 4

### Шевченківський район

#### Половиця
- Обласний комунальний вищий навчальний заклад «Дніпровський театрально-художній коледж» (ОКВНЗ ДТХК), державний заклад, вулиця Глінки, 11
- Приватний вищий навчальний заклад «Дніпровський університет імені Альфреда Нобеля», приватний заклад, 49000, Січеславська Набережна, 18
- Відокремлений підрозділ «Дніпровський факультет Київського національного університету культури і мистецтв» (Дніпропетровський факультет КНУК і М), державний заклад, 49070, вулиця Михайла Грушевського, 9
- Відокремлений підрозділ «Дніпровський факультет менеджменту і бізнесу Київського університету культури» (Дніпропетровський факультет М і Б КУК), державний заклад, вулиця Грушевського, 9
- «Дніпровський коледж Київського університету культури», приватний заклад, 49070, вулиця Михайла Грушевського, 9

#### Вище
- Комунальний вищий навчальний заклад «Дніпропетровський базовий медичний коледж» Дніпропетровської обласної ради", комунальний заклад, проспект Богдана Хмельницького, 23
- Дніпровський коледж економіки та бізнесу Дніпровського національного університету імені Олеся Гончара, державний заклад, 49055, проспект Богдана Хмельницького, 49-а

#### 12 квартал (мікрорайон Будівельник)
- Комунальний спеціалізований навчальний заклад спортивного профілю «Дніпропетровське вище училище фізичної культури» Дніпропетровської обласної ради" (КСНЗСП "ДВУФК «ДОР»), комунальний заклад, 49033, вулиця Гладкова, 39

### Центральний район

#### Фабрика
- Дніпровський державний коледж будівельно-монтажних технологій та архітектури (ДДКБМТА), державний заклад, вулиця Столярова, 8

#### Млини
- Дніпровський державний коледж технологій та дизайну (ДДКТД, комунальний заклад, провулок Ушинського, 3

#### Вище
- Дніпровський педагогічний коледж Дніпровського національного університету імені Олеся Гончара (ДПК ДНУ ім. О.Гончара), комунальний заклад, проспект Поля, 83
- Автотранспортний коледж Державного вищого навчального закладу «Національній гірничий університет» (Автотранспортний коледж Державного ВНЗ «НГУ»), комунальна власність, проспект Олександра Поля, 111

### Чечелівський район

#### Чечелівка
- Вищий навчальний приватний заклад «Дніпровський гуманітарний університет» (ВНПЗ «ДГУ»), приватний заклад, 49064: Орловська вулиця, 1-Б. З 2019 - вул.Єрмолової, 35 (Шевченківський район)

#### Робітнича слобідка
- Державний вищий навчальний заклад «Дніпровський коледж транспортної інфраструктури» (ДВНЗ «ДТЗТ»), комунальний заклад, проспект Пушкіна, 77-а
- Комунальний вищий навчальний заклад «Дніпропетровський обласний інститут післядипломної педагогічної освіти» (КВНЗ «ДОІППО»), державний заклад, 49106, вулиця Володимира Антоновича, 70
- Коледж радіоелектроніки, комунальний заклад, вулиця Шмідта, 18
- Дніпропетровський навчально-науково-виробничий центр ОНАЗ ім. О. С. Попова, державний заклад, 49006: Шмидта 18
- Дніпровський інститут Приватного акціонерного товариства "Вищий навчальний заклад «Міжрегіональна Академія управління персоналом», приватний заклад, 49006, вулиця Надії Алексєєнко, 21

#### Вище
- Коледж ракетно-космічного машинобудування Дніпровського національного університету імені Олеся Гончара, державна власність, вулиця Макарова, 27

### Новокодацький район

#### мікрорайон проспекту Мазепи
- Дніпровський індустріально-педагогічний технікум (ДІПТ), державний заклад, вулиця Володимира Івасюка, 51
- Дніпровський політехнічний коледж, комунальний заклад, проспект Івана Мазепи, 38
- Державний навчальний заклад «Дніпровський технолого-економічний коледж» І рівень акредитації Дніпропетровська обласна державна адміністрація Департамент освіти і науки Дніпропетровська обл. (ДНЗ «ДТЕК»), комунальний заклад, вулиця Авіаційна, 33
- Дніпровський навчально-консультаційний центр Харківського державного університету харчування та торгівлі, державний заклад, 49017: Авіаційна 33

#### Колонія
- Дніпровський індустріальний коледж (ДВНЗ ДІК), державний заклад, проспект Сергія Нігояна, 55
- Коледж Національної металургійної академії України (Коледж НМетАУ), державний заклад, вулиця Мичуріна 2Б

#### мікрорайонПокровський(Діївка)
- Приватний вищий навчальний заклад «Міжрегіональна академія бізнесу та права ім. Н. Кручиніної» (ПВНЗ «МАБП ім. Н. Кручиніної»), приватний заклад, вулиця Кондратюка, 26/173

### Амур-Нижньодніпровський район

#### Ломівка
- Вищий навчальний заклад "Міжнародний гуманітарно-педагогічний інститут «Бейт-Хана» (ВНЗ МГПІ «Бейт-Хана»), приватний заклад, Донецьке Шосе 11, 49080
- Гуманітарний коледж Вищого навчального закладу Міжнародний гуманітарно-педагогічний інститут «Бейт-Хана» (ГК ВНЗ МГПІ «Бейт-Хана»), приватний заклад, Донецьке шосе 11

### Індустріальний район

#### Сахалин
- Машинобудівний коледж Дніпровського національного університету імені Олеся Гончара (МК ДНУ iм. О. Гончара), державний заклад, вул. Бердянська, 5

### Самарський район

#### Придніпровськ (Чаплі)
- Дніпровський державний технікум енергетичних та інформаційних технологій (ДДТЕІТ), комунальний заклад, вулиця Космонавта Волкова, 6 Б
- Дніпровська філія вищого навчального закладу "Відкритий міжнародний університет розвитку людини «Україна» (ДФ ВНЗ ВМУРоЛ «Україна», державний заклад, 49112, вулиця Космонавта Волкова, 6 А